# Младост 2
„Младост 2“ е квартал на град София, България, разположен в район „Младост“, на 7,2 километра югоизточно от центъра на града.
Разположен е западно от булевард „Александър Малинов“ и южно от булевард „Андрей Ляпчев“. Граничи с кварталите „Младост 1“ на север, „Младост 3“ на изток и парка „Въртопо“ на юг и на запад.

## Инфраструктура
В „Младост" 2 се помещава частен Диагностично-консултативният център „Доктор Грийнберг“.

## Улици и произход на имената им
| Път                               | Наречен на                                                 | Местоположение |
| --------------------------------- | ---------------------------------------------------------- | -------------- |
| „Александър Малинов“              | Александър Малинов (1867 – 1938), политик                  | Карта          |
| „Алея Флойд Бляк“                 | Флойд Блек (1888 – 1983), американски просветен деец       | Карта          |
| „Андрей Ляпчев“                   | Андрей Ляпчев (1866 – 1933), политик                       | Карта          |
| „Андрей Сахаров“                  | Андрей Сахаров (1921 – 1989), руски физик и общественик    | Карта          |
| „Васил Карагьозов“                | Васил Карагьозов (1856 – 1938), политик и индустриалец     | Карта          |
| „Генерал-майор Васил Делов“       | Васил Делов (1861 – 1938), генерал                         | Карта          |
| „Малкият принц“                   | „Малкият принц“ (1943), повест на Антоан дьо Сент-Екзюпери | Карта          |
| „Проф. Александър Теодоров-Балан“ | Александър Теодоров-Балан (1859 – 1959), филолог           | Карта          |
| „Проф. д-р Васил Златарски“       | Васил Златарски (1866 – 1935), историк                     | Карта          |
| „Св. Киприян“                     | Киприян Картагенски (200 – 258), римски духовник           | Карта          |
| „Слънчевото зайче“                | 98-а детска градина „Слънчевото зайче“, местен обект       | Карта          |
| „Слънчоглед“                      | Слънчоглед (Helianthus annuus), вид растение               | Карта          |